# Lubomír Bartoš (hispanista)
Lubomír Bartoš (21. února 1932, Frenštát pod Radhoštěm – 27. listopadu 2017) byl český vysokoškolský učitel, fonetik a romanista, zaměřením především hispanista, zabývající se odborně španělskou jazykovědou, jenž vyučoval na Filozofické fakultě Ostravské univerzitě (FF OU). Publikoval práce především z oblasti španělské fonetiky a fonologie, lexikologie a syntaxe.

## Život a dílo
Po studiu na reálném gymnáziu ve Frenštátě pod Radhoštěm vystudoval na Filozofické fakultě Masarykovy univerzity francouzštinu a španělštinu, doplněnou dodatečně také o fonetiku, kde byl posluchačem prof. PhDr. Emanuela Šrámka (fonetik) a prof. PhDr. Karla Ohnesorga, DrSc. (fonetik a romanista), či tehdejších romanistů, mezi které náleželi kupříkladu prof. PhDr. Otakar Novák, CSc., doc. PhDr. Josef Rosendorfský, CSc., či prof. PhDr. Otto Ducháček, DrSc.. V roce 1965 získal hodnost kandidáta věd (CSc.), o čtyři roky později se úspěšně habilitoval a profesorem v oboru románské jazykovědy byl pak jmenován roku 1991.
Během svého působení na Filozofické fakultě Ostravské univerzity zastával v letech 2008–2016 funkci vedoucího redaktora časopisu Studia Romanistica, v němž vyšla při příležitosti 85. narozenin bibliografie jeho prací.

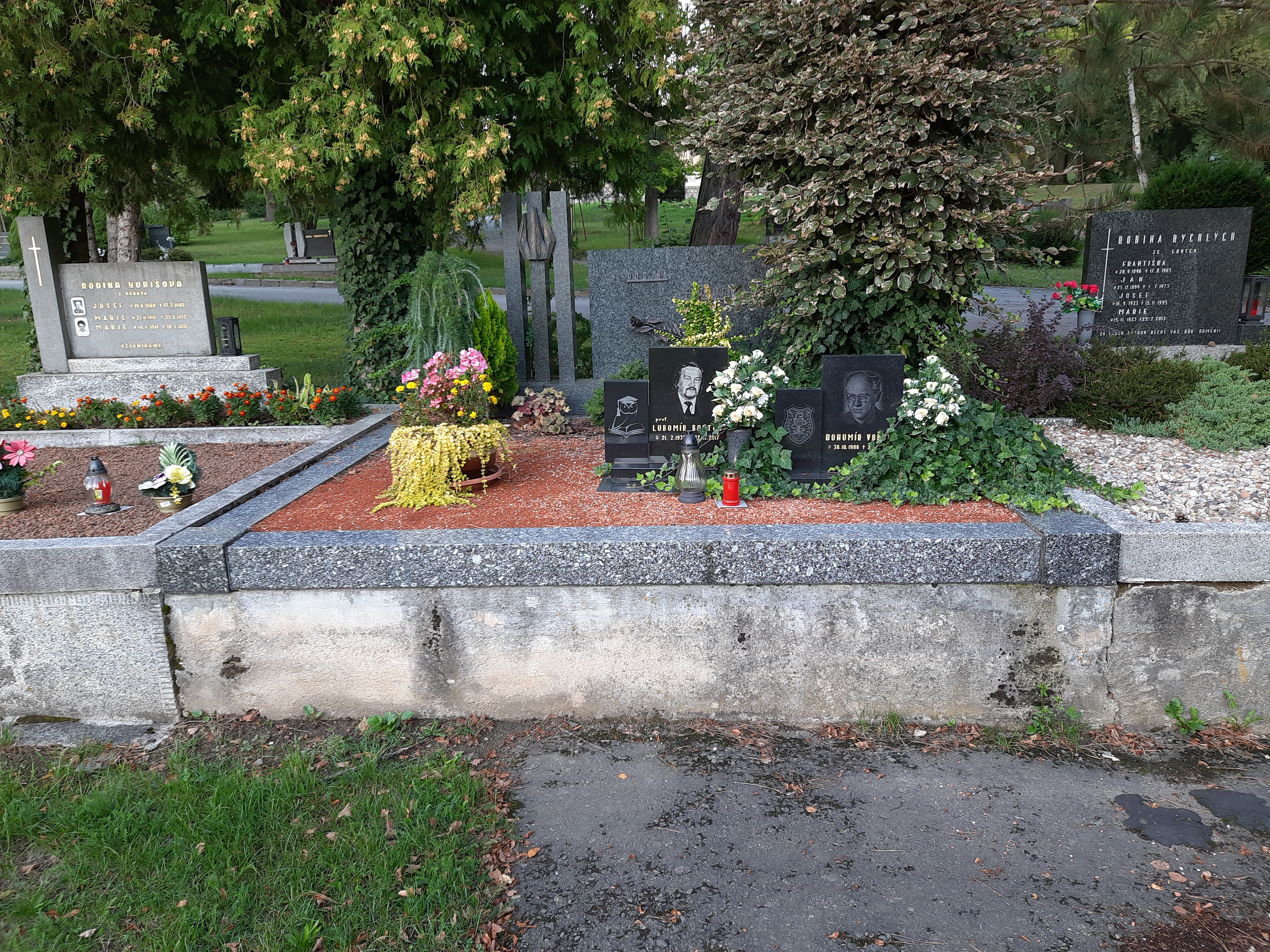
Hrobka rodiny L. Bartoše na novém hřbitově ve Velkém Meziříčí

Lubomír Bartoš zemřel dne 27. listopadu 2017, poslední rozloučení se konalo v poledne 5. prosince 2017 v obřadní síni krematoria města Brna. Pohřben byl na novém hřbitově ve Velkém Meziříčí v městské části Karlov.

### Publikační činnost (výběr)
- Základy obecné a španělské fonetiky a fonologie
- Úvod do fonetiky, fonologie a pravopisu španělštiny